# Pseudomogoplistes squamiger
Pseudomogoplistes squamiger is een rechtvleugelig insect uit de familie Mogoplistidae. De wetenschappelijke naam van deze soort is voor het eerst geldig gepubliceerd in 1853 door Fischer.